# Jungler
Jungler (ジャングラー?, Jangurā) è un videogioco arcade a schermata fissa del 1982, edito dalla Konami. Sega lo pubblica in Giappone mentre Stern Electronics in Nord America. Ricevette delle conversioni per le console Arcadia 2001 e Tomy Tutor.
È stato emulato per la prima volta ed era disponibile all'interno del programma Game Room di Xbox Live.

## Modalità di gioco
In Jungler, il giocatore controlla un animale bianco multi-segmentato all'interno di un labirinto, ove nel quale ci sono anche tre creature nemiche che le sono simili. L'obiettivo per passare al livello successivo è eliminare tali creature prima che una di loro elimini il giocatore.
Le creature nemiche appaiono in uno dei tre colori: rosso, giallo o verde. Le creature rosse sono più lunghe del giocatore e, come tale, una collisione con esse costerà una vita. Le creature gialle sono lunghe quanto il giocatore, quindi non causano alcun danno in caso di collisione. Le creature verdi sono più corte del giocatore e saranno divorate dalla creatura del giocatore se si scontrano. Si può sparare alle creature, con ogni colpo che riduce il numero di segmenti di uno. Man mano che i segmenti vengono rimossi, le creature sono in grado di muoversi più velocemente, rendendole così più difficili da catturare ed eliminare.
I punti vengono assegnati sparando alle creature e raccogliendo fragole che compaiono nel labirinto in posizioni casuali. Questa frutta aggiungerà anche un segmento extra alla creatura del giocatore. Inoltre ci sono dei blocchi stradali nel labirinto e la creatura bianca non può attraversarli, ma se il nemico li tocca, rimarranno bloccati e non saranno in grado di muoversi, e si autodistruggeranno nel tempo. 

## Cloni
Esistono due cloni di Jungler per il mercato degli home computer, ovvero Serpentine della Brøderbund e Squirm della Mastertronic.